# Jiří Štajner
Jiří Štajner [ˈjir̝iː ˈʃtajnɛr] (* 27. Mai 1976 in Benešov) ist ein ehemaliger tschechischer Fußballspieler.

## Vereinskarriere
Jiří Štajner begann bei TJ Senohraby mit dem Fußballspielen. Über Slavia Prag, SK České Budějovice, FK Louňovice und den FC MUS Most kam er 2001 zu Slovan Liberec. 
Mitte 2002 verpflichtete der Bundesligaaufsteiger Hannover 96 Štajner für über drei Millionen Euro, was ihn zum damals teuersten Einkauf der Vereinsgeschichte machte. Der Tscheche galt als Wunschspieler von Hannovers Trainer Ralf Rangnick. Anfangs hatte Štajner Schwierigkeiten, sich in der Bundesliga zurechtzufinden, doch in der Rückrunde der Saison 2002/03 entwickelte er sich mehr und mehr zum Schlüsselspieler. Am 33. Spieltag im Mai 2003 erzielte er in der Nachspielzeit den 2:2-Ausgleichstreffer im Spiel gegen Borussia Mönchengladbach und sicherte Hannover damit den Klassenerhalt in der ersten Saison nach 13 Jahren Bundesliga-Abstinenz. 
Im Mai 2009 verlängerte Štajner seinen Vertrag bei Hannover 96 um weitere zwei Jahre bis 2011. Am Ende der Saison 2009/10 wurde sein Vertrag einvernehmlich aufgelöst.
Am 14. Juni 2010 unterschrieb Štajner einen Einjahresvertrag mit Option auf ein weiteres Jahr bei seinem ehemaligen Verein Slovan Liberec. Am 9. Oktober 2010 wurde ein Abschiedsspiel zwischen Slovan Liberec und Hannover 96 ausgetragen. Dabei traf Štajner zweimal für Liberec und erzielte ein Tor für Hannover. Nach seiner Rückkehr zum FC Slovan Liberec wurde Štajner zum Stammspieler und erzielte in der Saison 2010/11 in 29 Ligaspielen neun Tore. Damit belegte er in der Torschützenliste der Gambrinus Liga den 13. Rang. In der Saison 2011/12 trug er mit 15 Toren und zehn Vorlagen zum Gewinn der Meisterschaft bei.
Am 1. Juli 2013 wechselte Štajner ablösefrei zum FK Mladá Boleslav. Hier machte er in der Saison 2013/14 zehn Spiele und erzielte dabei drei Tore. In der Sommerpause 2014 ging er zum Oberligisten FC Oberlausitz Neugersdorf, wo er seinen Vertrag jedoch aufgrund von gesundheitlichen Problemen im April 2015 auflöste.

## Nationalmannschaft
Jiří Štajner bestritt in seiner Karriere 37 Länderspiele für Tschechien, in denen er vier Tore erzielte. Nachdem er zeitweise nicht mehr berücksichtigt worden war, erspielte er sich im bisher wohl besten Abschnitt seiner Karriere als Fußballer, der Saison 2005/06, zur Weltmeisterschaft 2006 wieder einen Platz im tschechischen WM-Kader. Im Jahr 2009 wurde Štajner erneut in die Nationalmannschaft berufen. Sein letztes Länderspiel bestritt er im Februar 2012 gegen Irland.

## Erfolge
- Tschechischer Fußball-Meister 2011/12